# Канада на зимних Олимпийских играх 1956
Канада принимала участие в зимних Олимпийских играх 1956, и заняла 10-е место в общекомандном зачёте.

## Медалисты
| Медаль  | Спортсмен | Вид спорта        | Дисциплина                |
| ------- | --- | ----------------- | ------------------------- |
| Серебро | Франсис Дефо Норрис Боуден | Фигурное катание  | Спортивные пары           |
| Бронза  | Дэнис Бродёр Кит Вудолл Джек Мак-Кензи Артур Херст Ховард Ли Флойд Мартин Джерри Тиберг Джеймс Лоугэн Пол Нокс Джордж Шоулз Донэлд Роул Кен Лофмен Роберт Уайт Чарлз Брукер Бирл Клинк Билл Колвин Элфред Хорн | Хоккей            | Мужчины                   |
| Бронза  | Люсиль Уилер | Горнолыжный спорт | Женщины, скоростной спуск |

## Горнолыжный спорт

### Мужчины
| Спортсмен     | Вид               | Гонка 1 | Гонка 1 | Гонка 2 | Гонка 2 | Всего  | Всего |
| Спортсмен     | Вид               | Время   | Место   | Время   | Место   | Время  | Место |
| ------------- | ----------------- | ------- | ------- | ------- | ------- | ------ | ----- |
| Андре Бертран | Спуск             |         |         |         |         | 3:31.2 | 25    |
| Андре Бертран | Гигантский слалом |         |         |         |         | 3:33.1 | 39    |
| Андре Бертран | Слалом            | 2:42.8  | 57      | 2:20.0  | 30      | 5:02.8 | 50    |

### Женщины
| Спортсмен     | Вид               | Гонка 1 | Гонка 1 | Гонка 2 | Гонка 2 | Всего  | Всего  |
| Спортсмен     | Вид               | Время   | Место   | Время   | Место   | Время  | Место  |
| ------------- | ----------------- | ------- | ------- | ------- | ------- | ------ | ------ |
| Жинетт Сеген  | Спуск             |         |         |         |         | 1:58.2 | 33     |
| Карлин Крюгер | Спуск             |         |         |         |         | 1:53.2 | 22     |
| Энн Хеггтвейт | Спуск             |         |         |         |         | 1:53.2 | 22     |
| Люсиль Уилер  | Спуск             |         |         |         |         | 1:45.9 | Бронза |
| Карлин Крюгер | Гигантский слалом |         |         |         |         | DSQ    | –      |
| Жинетт Сеген  | Гигантский слалом |         |         |         |         | 2:16.6 | 36     |
| Энн Хеггтвейт | Гигантский слалом |         |         |         |         | 2:05.3 | 29     |
| Люсиль Уилер  | Гигантский слалом |         |         |         |         | 1:58.6 | 6      |
| Люсиль Уилер  | Слалом            | 1:36.7  | 38      | DSQ     | –       | DSQ    | –      |
| Энн Хеггтвейт | Слалом            | 1:31.0  | 34      | 1:07.5  | 20      | 2:38.5 | 30     |
| Карлин Крюгер | Слалом            | 1:14.7  | 30      | 1:07.6  | 21      | 2:22.3 | 23     |
| Жинетт Сеген  | Слалом            | 1:05.6  | 22      | 1:10.0  | 24      | 2:15.6 | 18     |

## Лыжные гонки

### Мужчины
| Дистанция | Спортсмен        | Результат | Результат |
| Дистанция | Спортсмен        | Время     | Место     |
| --------- | ---------------- | --------- | --------- |
| 15 км     | Clarence Servold | 53:34     | 19        |
| 30 км     | Clarence Servold | 2'00:01   | 37        |
| 50 км     | Clarence Servold | 3'21:50   | 22        |

## Фигурное катание

### Мужчины
| Спортсмен       | CF | FS | Очки   | Место |
| --------------- | -- | -- | ------ | ----- |
| Чарльз Снеллинг | 9  | 7  | 150.42 | 8     |

### Женщины
| Спортсмен         | CF | FS | Очки   | Место |
| ----------------- | -- | -- | ------ | ----- |
| Энн Джонсон       | 7  | 10 | 152.56 | 9     |
| Carole Jane Pachl | 6  | 8  | 154.74 | 6     |

### Пары
| Спортсмены                 | Очки  | Место   |
| -------------------------- | ----- | ------- |
| Барбара Вагнер Роберт Пол  | 10.74 | 6       |
| Франсис Дефо Норрис Боуден | 11.32 | Серебро |

## Хоккей

### Группа
Две команды, набравшие наибольшее количество очков выходят из группы.
| Место | Команда   | Матчи | Выиграно матчей | Проиграно матчей | Ничьи | Шайб забито | Шайб пропущено | Очки |
| ----- | --------- | ----- | --------------- | ---------------- | ----- | ----------- | -------------- | ---- |
| 1     | Канада    | 3     | 3               | 0                | 0     | 30          | 1              | 6    |
| 2     | Германия  | 3     | 1               | 1                | 1     | 9           | 6              | 3    |
| 3     | Италия    | 3     | 0               | 1                | 2     | 5           | 7              | 2    |
| 4     | Австралия | 3     | 0               | 2                | 1     | 2           | 32             | 1    |

- Канада 4-0 Германия (UTG)
- Канада 23-0 Австралия
- Италия 1-3 Канада

### Результаты с 1 по 6 места
| Место | Команда      | Матчи | Выиграно матчей | Проиграно матчей | Ничьи | Шайб забито | Шайб пропущено | Очки |
| ----- | ------------ | ----- | --------------- | ---------------- | ----- | ----------- | -------------- | ---- |
| 1     | СССР         | 5     | 5               | 0                | 0     | 25          | 5              | 10   |
| 2     | США          | 5     | 4               | 1                | 0     | 26          | 12             | 8    |
| 3     | Канада       | 5     | 3               | 2                | 0     | 23          | 11             | 6    |
| 4     | Швеция       | 5     | 1               | 3                | 1     | 10          | 17             | 3    |
| 5     | Чехословакия | 5     | 1               | 4                | 0     | 20          | 30             | 2    |
| 6     | Германия     | 5     | 0               | 4                | 1     | 6           | 35             | 1    |

- Канада 6-3 Чехословакия
- США 4-1 Канада
- Канада 10-0 Германия (UTG)
- Канада 6-2 Швеция
- СССР 2-0 Канада

### Команда
| Бронза: |
| Канада Дэнис Бродер · Кит Вудолл · Джек Мак-Кензи · Артур Херст · Ховард Ли · Флойд Мартин · Джерри Тиберг · Джеймс Лоугэн · Пол Нокс · Джордж Шоулз · Донэлд Роул · Кен Лофмен · Роберт Уайт · Чарлз Брукер · Бирл Клинк · Элфред Хорн · Билл Колвин |

## Лыжное двоеборье
| Спортсмен     | Вид            | Прыжки с трамплина | Прыжки с трамплина | Прыжки с трамплина | Прыжки с трамплина | Гонка   | Гонка   | Гонка | Итог    | Итог  |
| Спортсмен     | Вид            | Расстояние 1       | Расстояние 2       | Очки               | Место              | Время   | Очки    | Место | Очки    | Место |
| ------------- | -------------- | ------------------ | ------------------ | ------------------ | ------------------ | ------- | ------- | ----- | ------- | ----- |
| Irvin Servold | Индивидуальный | 64.0               | 64.5               | 180.0              | 31                 | 1'01:44 | 219.000 | 24    | 399.000 | 27    |

## Прыжки на лыжах с трамплина
| Спортсмен   | Прыжок 1   | Прыжок 1 | Прыжок 1 | Прыжок 2   | Прыжок 2 | Прыжок 2 | Итог  | Итог  |
| Спортсмен   | Расстояние | Очки     | Место    | Расстояние | Очки     | Место    | очки  | Место |
| ----------- | ---------- | -------- | -------- | ---------- | -------- | -------- | ----- | ----- |
| Жак Чарленд | 76.0       | 94.5     | 30       | 73.0       | 93.5     | 27       | 188.0 | 27    |

## Конькобежный спорт

### Мужчины
| Вид      | Спортсмены   | Результаты | Результаты |
| Вид      | Спортсмены   | Время      | Место      |
| -------- | ------------ | ---------- | ---------- |
| 500 м    | Джонни Сандс | DNF        | –          |
| 500 м    | Ральф Олин   | 44.1       | 36         |
| 500 м    | Гордон Одли  | 43.2       | 25         |
| 1500 м   | Гордон Одли  | 2:26.1     | 53         |
| 1500 м   | Джони Сандс  | 2:20.7     | 45         |
| 1500 м   | Ральф Олин   | 2:19.7     | 41         |
| 5000 м   | Ральф Олин   | 8:30.5     | 33         |
| 10,000 м | Ральф Олин   | 17:59.2    | 31         |